# Codex Complutensis I
El Codex Complutensis I (C) és un manuscrit uncial del segle x de l'Antic i Nou Testament. Està escrit en llatí, sobre pergamí, amb lletres uncials, i es conserva a la Faculdad de Filosofia y Letras (Bibl. Univ. Cent. 31) a Madrid.
Es tracta d'un manuscrit de la Vulgata. Conté l'4 Esdres i Epístola als Laodicencs.